# Tadeusz Towarnicki

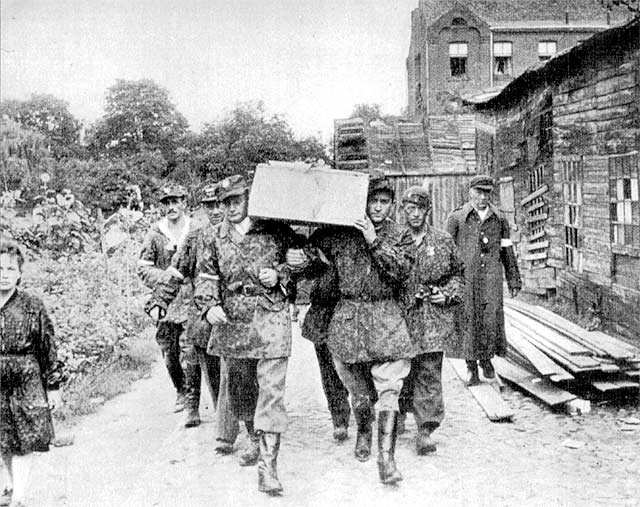
Pogrzeb Tadeusza Towarnickiego

Tadeusz Józef Towarnicki herbu Sas, przybrane nazwiska Tadeusz Gałęzowski, Tadeusz Mączyński, ps. „Naprawa”, „de Vran”, „Tadeusz de Vran” (ur. 19 maja 1910 we Lwowie, zm. 1 sierpnia 1944) – urzędnik, podoficer rezerwy piechoty Wojska Polskiego, podporucznik Armii Krajowej.

## Życiorys
Urodzony 19 maja 1910 w rodzinie Józefa herbu Sas (właściciel ziemski, a później właściciel firmy produkującej syfony) i Wandy, z domu Leopold. We Lwowie ukończył siedem klas gimnazjum i w 1928 przeniósł się do Państwowej Szkoły Morskiej w Tczewie (później w Gdyni). Otrzymał tam w 1929 świadectwo dojrzałości, a następnie na Wydziale Mechanicznym ukończył dwa kursy, odbywając szereg rejsów do portów europejskich, afrykańskich, azjatyckich i amerykańskich. Absolwent Szkoły Podchorążych Rezerwy Piechoty Nr 6a w Rawie Ruskiej, ale w grudniu 1931 został zwolniony ze służby wojskowej z powodu choroby serca (posiadał stopień kaprala podchorążego). Studiował we Lwowie od 1932 w Wyższej Szkole (późniejszej Akademii) Handlu Zagranicznego, uzyskując w czerwcu 1936 dyplom. Od 1932 łączył studia z pracą zarobkową z powodu trudnych warunków materialnych, ponieważ firma jego ojca zbankrutowała. Był księgowym w firmie „Auto-Syfon”, w rafinerii nafty „Iwonicz” w Targowiskach, w firmie „Łączność” we Lwowie, od 1938 nauczycielem w Męskiej Szkole Rzemiosł w Zawichoście, a od 1939 urzędnikiem w fabryce wyrobów gumowych w Sanoku.
Walczył w kampanii wrześniowej 1939 w szeregach Armii „Poznań” w bitwie nad Bzurą, a później w obronie Warszawy. Podczas okupacji niemieckiej w stolicy mieszkał przy ul. Marszałkowskiej, ul. Juliusza Słowackiego 33 i w Boernerowie i używał wówczas nazwisk Tadeusz Gałęzowski i Tadeusz Mączyński. W firmie budowlanej pracował jako księgowy. W początkowym okresie konspiracji należał do organizacji „Orzeł Biały”, która została założona przez E. Konieczny-Kowalewskiego i razem z grupą partyzancką wyruszył na Lubelszczyznę. Zdołał się wydostać z ppor. Leszkiem Kowalewskim z zasadzki, którą przygotował Konieczny (jak się wówczas okazało – prowokatora) i powrócił do Warszawy. Następnie prowadził działalność konspiracyjną na własną rękę, jakby „prywatną wojnę” z Niemcami. Sprawa została skierowana do WSS, ale sąd zdecydował, że jej rozpatrzenie odbędzie się po zakończeniu wojny. Ówczesny pseudonim „de Vran” zmienił na „Naprawa” i został w stopniu kaprala podchorążego w listopadzie 1941 zastępcą Leszka Kowalewskiego, dowódcy utworzonego w tym czasie oddziału „993/W” kontrwywiadu Oddziału II KG ZWZ–AK. Był jednocześnie dowódcą patrolu, a później II plutonu tegoż oddziału i wprowadził do niego kilku żołnierzy z pułku AK „Madagaskar”-„Garłuch”, w którym także dowodził plutonem. Był uczestnikiem wielu akcji oddziału „993/W”, m.in. 30 marca 1943 w kawiarni „Europejska” i 8 października w barze „Za Kotarą”, a kilkunastoma z nich osobiście dowodził (m.in. zamachem na Ernsta Dürrfelda 25 czerwca 1943). Rozkazem L.406/BP z 13 lipca 1944 ze starszeństwem z dniem 3 maja mianowany został podporucznikiem rezerwy. 
Poległ 1 sierpnia 1944, w pierwszym dniu powstania warszawskiego, po tym jak został ranny w czasie walk na Woli przy ulicy Okopowej 25. Jego powstańczy pogrzeb odbył się 2 sierpnia 1944.
Ku jego pamięci jego kompania 993/W, która była w składzie batalionu „Pięść”, przyjęła nazwę „Zemsta”.
W czasie powstania warszawskim poległ także jego brat, Adam (1922-1944) ps. „Sas”, który również walczył w szeregach batalionu „Pięść”, ranny 26 sierpnia, został zamordowany przez Niemców podczas likwidacji szpitala przy ulicy Długiej.

## Odznaczenia
- Krzyż Srebrny Orderu Virtuti Militari – pośmiertnie (14 sierpnia 1944)
- Krzyż Walecznych – dwukrotnie (3 lutego i 20 października 1943)
- Srebrny Krzyż Zasługi (1939)[7]